# 文ノ綾
文ノ 綾（ふみの あや、1991年〈平成3年〉12月10日 - ）は、日本の女優。新潟県新潟市出身。Raven company所属。

## 出演

### 映画
- 「あの日・前夜」（2015年、三條陸監督）
- 「ANTIPORNO」（2017年、園子温監督）
- 「the believers ビリーバーズ」（2020年、平波亘監督）
- 「無題」（2021年、藤原知之監督）
- 「透明なかさぶた」（2022年、繪畑彩子監督）
- 「曖昧な楽園」(2023年、小辻陽平監督）
- 「誰が為に花は咲く」（2024年、藤原知之監督）

### ドラマ
- BUMPドラマ「あなたの夫は私のもの〜デブスの戯れ〜」（2025年、田中佑和監督）

### 舞台
- Raven Company企画 劇団狼少年第12回公演「晩カラ学校」東京公演 下北沢「劇」小劇場（2023年）
- Raven Company企画 劇団狼少年第12回公演「晩カラ学校」仙台公演 仙台市宮城野区文化センター パトナシアター（2024年）
- Raven Company企画 劇団狼少年第13回公演「惑星地球-1.3」東京公演 下北沢小劇場B1（2024年）
- Raven Company企画 劇団狼少年第13回公演「惑星地球-1.3」仙台公演 仙台市宮城野区文化センター パトナシアター（2024年）
- Raven Companyプロデュース公演vol.2「晩カラ学校」下北沢シアター711（2024年）
- Raven Company企画 劇団狼少年第14回公演「嘘つきたちのアモーレ」東京公演 下北沢「劇」小劇場（2025年）

### CM
- HiKOKIコードレス冷温庫シリーズ

### MV
- 「良か晩」Ikkyu